# Constantin Șerban Basarab

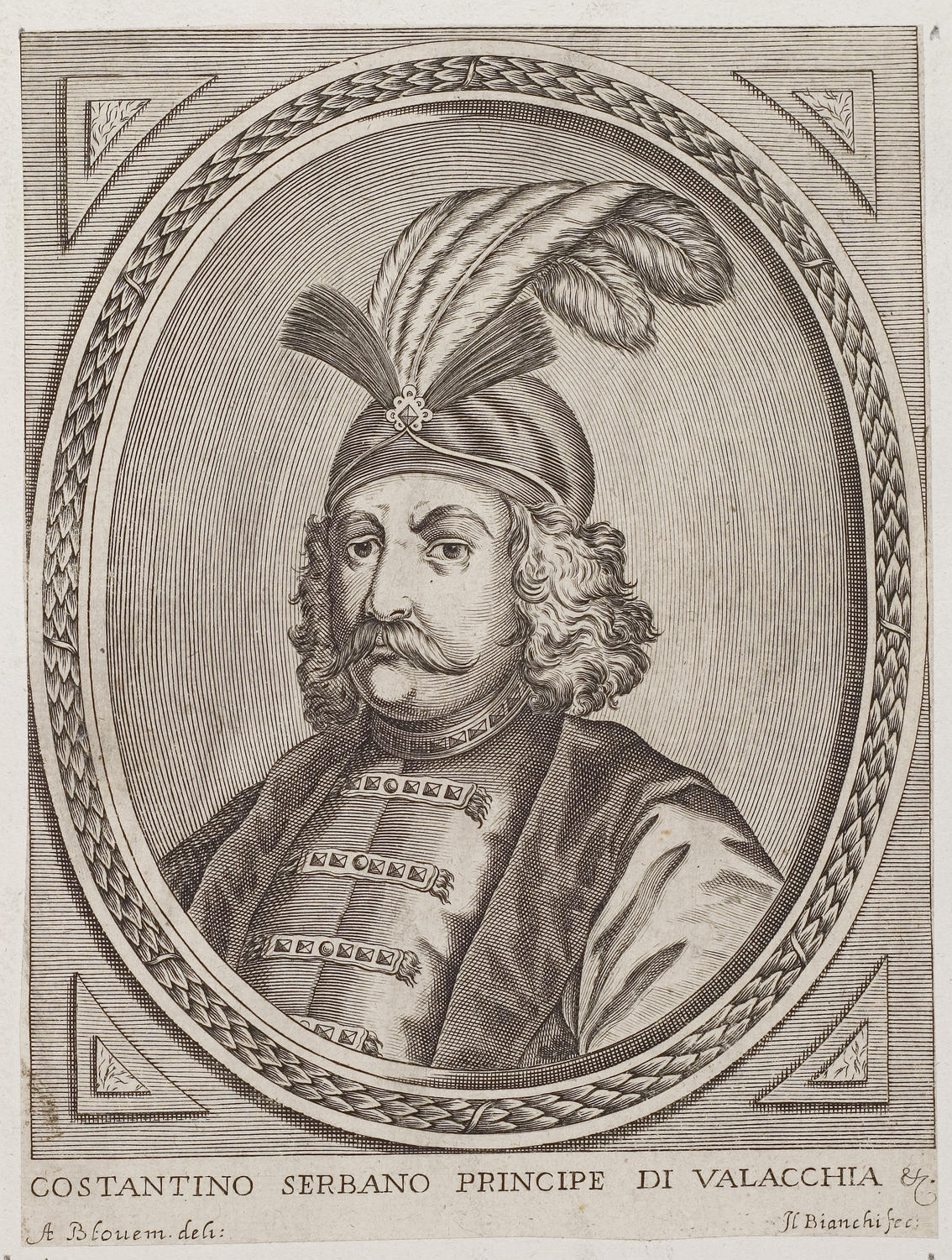
Constantin Șerban Basarab

Constantin Șerban Basarab (genannt der Schiefe; * vor 1621; † 1682 in Polen) war Herrscher des Fürstentum Walachei vom 19. April 1654 bis zum 26. Januar 1658 und Fürst der Moldau im November 1659 sowie vom 31. Januar 1661 bis zum Februar 1661.

## Leben
Constantin war der Sohn des Radu Șerban (Walachei) und ein Abkömmling der Familien Basarab und Craiovescu (Kl. Walachei). 1644 war er Serdar (Anführer der berittenen Truppen) und kämpfte in Siebenbürgen für Rakoczy (dorthin war er von Matei Basarab mit 6000 Soldaten geschickt worden). Sein Hof befand sich im Dorf Dobreni, wo es heute noch die Kirche und den Konak als Ruine gibt. 
Fürst wurde er mit Hilfe des Siebenbürger Woiwoden Rakoczy. Dessen Hilfe benötigte er auch, um 1655 den Aufstand der „Seimeni“-Landsknechte bei Simplea am Teleajen niederzuschlagen, welcher von seinem Rivalen Fürst Hrizea angeführt wurde. Gerade wegen dieses Aufstands sowie jenem der „Dorobanti“-Einheiten zur selben Zeit („Seimeni“ und „Dorobantib“ hatten die Walachei mit Brandschatzungen überzogen) verlor Basarab die Unterstützung der Bojaren, aber auch des einfachen Volkes. 1659 gelangte er mit seiner Armee in die Moldau und schlug am Jijia-Fluss Gheorghe Ghică. Erst als sich dieser mit den Tataren verbündete, konnte er Basarab aus der Moldau vertreiben.
Im Mai 1660 kam es in Bukarest zu einer weiteren Schlacht mit Ghica, der nunmehr Fürst der Walachei (1659–60) war. Ghică wurde bis über die Donau geschlagen, vereinte  turko-tatarische Einheiten rangen aber Basarab nieder und setzten seinen Widersacher als Fürsten wieder ein. Schließlich unternahm Basarab noch einen Feldzug in die Moldau (Anfang 1661), wo er versuchte, Fürst Ștefăniță Lupu („Fürst Schilf“) abzusetzen. Da es nur zu einem Teilsieg kam, zog er sich wieder zurück.
Nach seiner endgültigen Absetzung durch die Türken floh Basarab nach Siebenbürgen, wo er im heutigen Kreis Bihor Besitzungen erwarb. Errichtet wurden von ihm die Patriarchatskirche in Bukarest, die orthodoxe Kirche in Muncaciu (1661) sowie die orthodoxe Kirche in Tinăud (ung.: Tinod) im Kreis Bihor. Während seiner Regentschaft erhielt die Metropolie in Alba Iulia jährliche Zuwendungen.
Seine Frau war die Bălașa, die Tochter des Stolnic Nicolache. Basarab starb 1682 in Polen.